# شريان نخامي سفلي
شريان نخامي سفلي (بالإنجليزية: Inferior hypophysial artery)‏‏ هو شريان يتفرعُ من شريان سباتي باطن.